# جون موريسون (لاعب كريكت)
جون موريسون (27 أغسطس 1947 بويلينغتون في نيوزيلندا - ) (بالإنجليزية: John Morrison)‏ هو لاعب كريكت نيوزلندي. شارك مع منتخب نيوزيلندا الوطني للكريكت. أما مع النوادي، فقد لعب مع Central Districts cricket team ‏ وWellington cricket team ‏.

## وصلات خارجية
- جون موريسون على موقع إي آس بي آن كريك إنفو (الإنجليزية)